# Guvernementet Kostroma
Guvernementet Kostroma var ett guvernement i Storryssland, 1796–1929.
Det omgavs av guvernementen Jaroslavl, Vologda, Vjatka, Nizjnij Novgorod
och Vladimir. Det hade en yta på 84 149 km2 och 1 643 800 invånare (1908).
Landet utgjorde en vågformig slätt av delvis fruktbar natur samt rikt vattnad av
Volga och dess tillflöden, bland vilka märkas
Kostroma, Unzja och Vetljuga. Av arealen var 61
procent klädd med skog, och den därpå grundade industrin, båtbyggeri, tjärbränning, korg- och mattflätning, var ganska ansenlig, varemot jordbruk
och boskapsskötsel stod mycket tillbaka. Av största betydelse var hemindustrin. Fabriksindustrien var koncentrerad till sydvästra delen och utgjordes av bomulls- och hampspinnerier, bomulls- och linväverier, kvarndrift, brännvins- och lädertillverkning m. m.
Befolkningen var nästan helt och hållet rysk; endast
1 600 var tjeremisser och 300 tatarer. En stor del av befolkningen träffades utom Kostroma som vandrande hantverkare och flottkarlar på Volga.
Guvernementet var indelat i 12 kretsar: Kostroma, Buj, Tjuchloma, Galitj, Kinesjma, Kologriv, Makariev, Nerechta, Soligalitj, Varnavin, Vetluga och Jurjevets.
- Wikimedia Commons har media som rör Guvernementet Kostroma.